# Daniel Rupf (Fussballspieler, 1967)
Daniel Rupf (* 25. April 1967) ist ein ehemaliger Schweizer Fussballspieler und Sportfunktionär. Er war Gesamtleiter der Euro 2008 Zürich.
Neben seiner Spielerkarriere studierte er Betriebswirtschaftslehre an der Universität Zürich. Seine berufliche Laufbahn startete er 1996 bei Tele Züri. Von 1997 bis 2003 leitete er bei der FIFA als Head of World Cup Events verschiedene Grossprojekte, unter anderem die Clubweltmeisterschaft 2000 in Brasilien, sowie die Fussball-Weltmeisterschaft 2002 in Südkorea und Japan. Daniel Rupf ist verheiratet und Vater einer Tochter und eines Sohnes.

## Sportstationen
- Von 1989 bis 1992 spielte er beim FC Wettingen in der Nationalliga A.
- Bis 1993 war er beim FC Aarau, mit dem er Schweizer Meister wurde.
- Von Juli 1993 bis Juni 1996 war er Abwehrspieler für den FC Winterthur.

Rupf besitzt auch Trainerdiplome für den Nachwuchs- und den Amateurbereich.